# Тінслі Рендольф Гаррісон
Тінслі Рендольф Гаррісон (англ. Tinsley Randolph Harrison; 18 березня 1900 — 4 серпня 1978)  — PhD в медицині, американський лікар та науковець, редактор перших п'яти видань фундаментальної праці Основи внутрішньої медицини, яка з того часу перевидається як «Основи внутрішньої медицини за редакцією Т. Гаррісона».

## Біографія
Народився в Алабамі у родині лікарів. Закінчивши середню школу у віці 15 років, навчався в Університеті штату Мічиган, де він також завершив один рік медичної школи, по тому перейшовши до школи медицини Університету Джонса Гопкінса восени 1919 р. Він завершив своє стажування в госпіталі Пітер Бент Бригам (Бостон), потім повернувся до Хопкінса для подальшого навчання з внутрішніх хвороб, і завершив свою резидентуру в Університеті Вандербільта.
Викладав у медичній школі Університету Вандербільта. Більшу частину своєї викладацької діяльності провів в школі медицини університету штату Алабама (UASOM) в Бірмінгемі, штат Алабама, де обіймав посаду декана і завідувача кафедри медицини.